# Deutz INTRAC

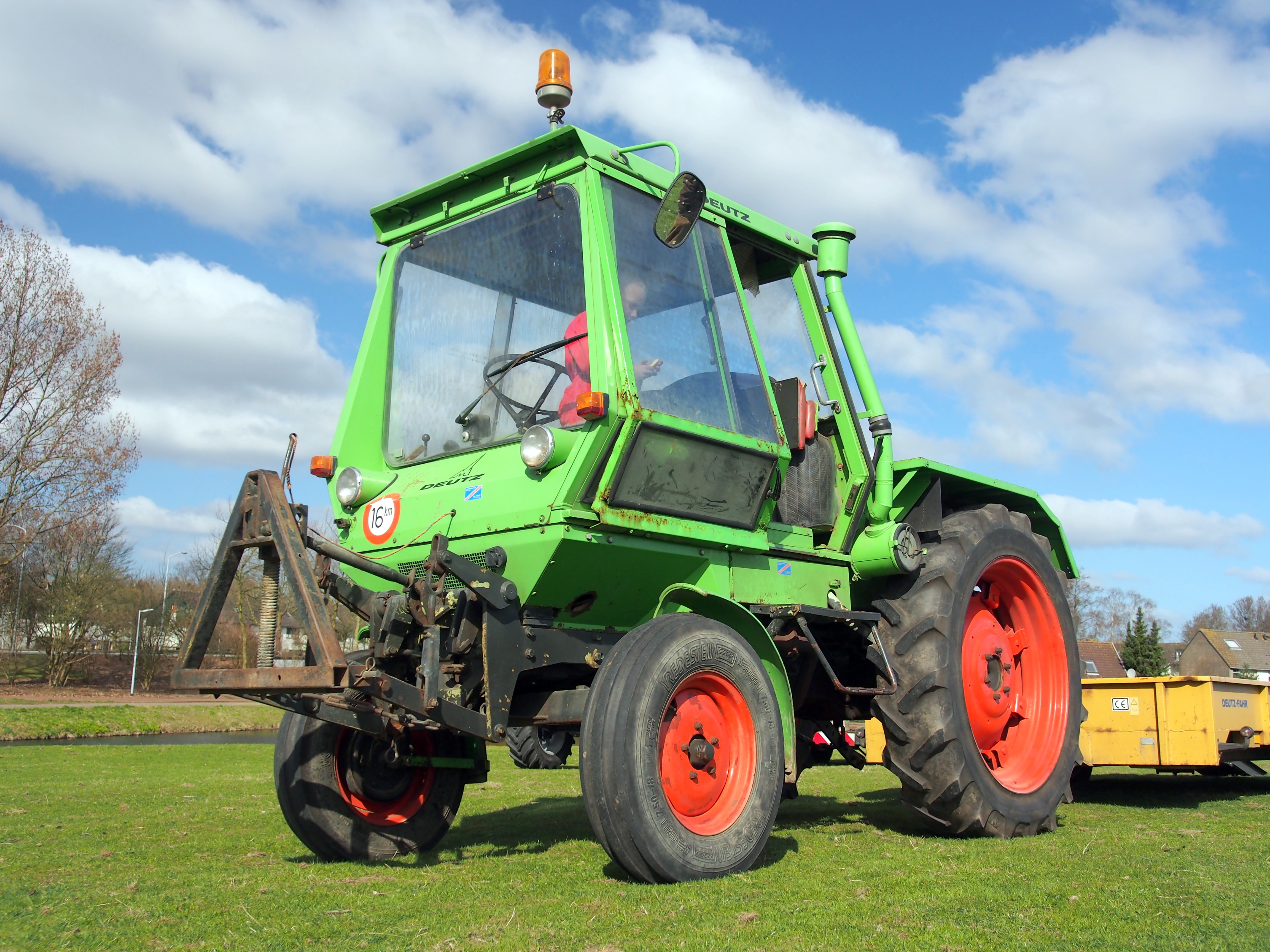
Deutz INTRAC der ersten Serie

Der Intrac war eine Systemschlepperbaureihe der Klöckner-Humboldt-Deutz AG (KHD). Die Intrac-Traktoren wurden im damaligen Mähdrescherwerk Lauingen gebaut.
Die Intrac zeichneten sich durch ein innovatives Konzept aus:
- Die vollverglaste Fahrerkabine befand sich über dem Motor an der Front des Traktors. Somit hat der Fahrer alle drei Anbauräume des Traktors gut im Blick:
  - den Frontanbauraum
  - den mittleren Anbauraum hinter der Fahrerkabine
  - den Heckanbauraum

## Deutz INTRAC

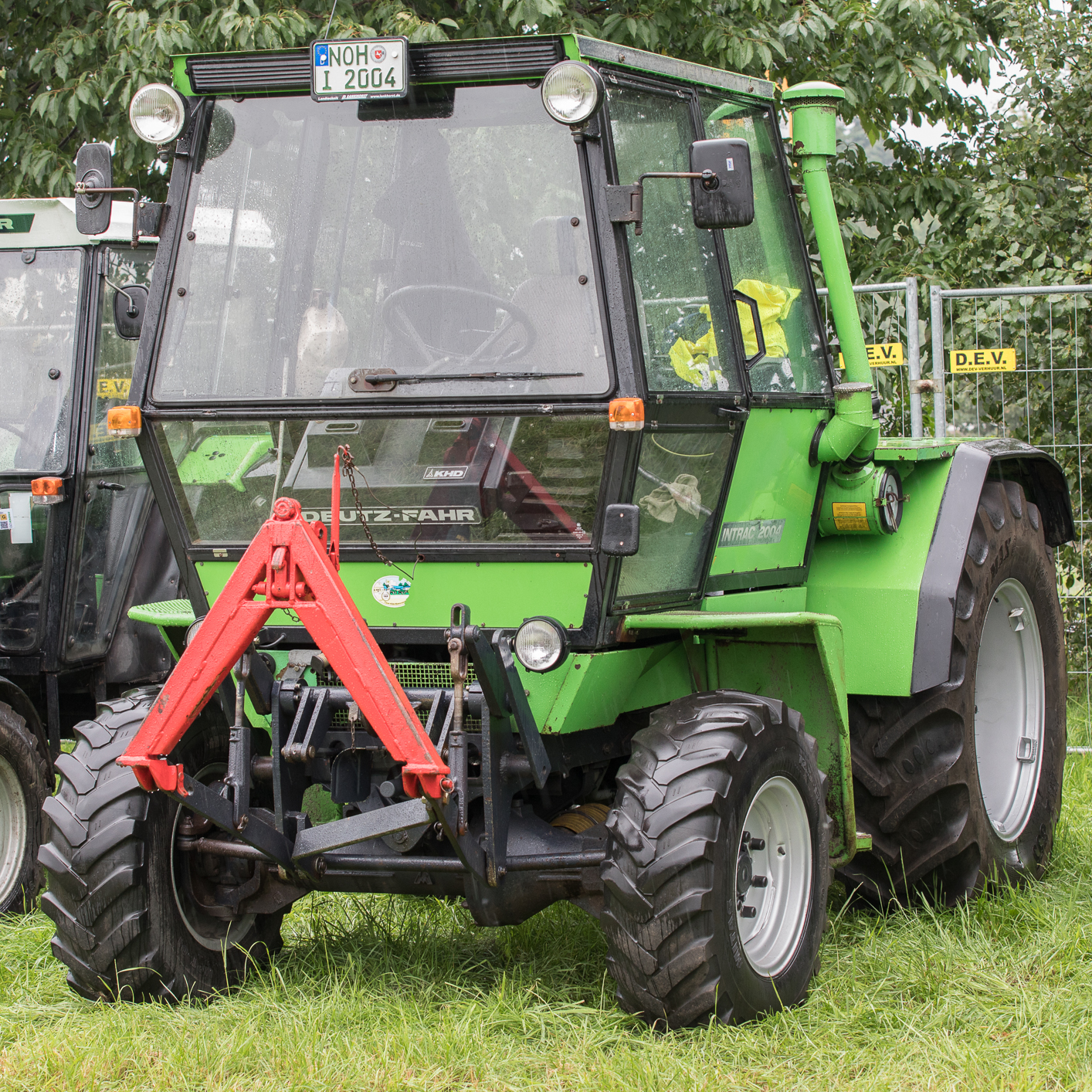
Intrac 2004

1972 stellte Deutz auf der DLG-Ausstellung in Hannover mit dem Intrac 2002 den ersten Traktor mit dem komplett neuen Intrac 2000-System vor. Technisch basierten diese neuartigen Traktoren auf der schon seit einigen Jahren bewährten D-06-Baureihe von Deutz. Da die Leistung insbesondere für einen Traktor mit mehreren Anbaumöglichkeiten knapp bemessen war, wurde der Intrac 2002 bereits im Jahr 1974 durch den Intrac 2003 abgelöst.
Ebenfalls 1972 wurde der Intrac 2005 vorgestellt, der neben vier gleich großen Rädern, auch über einen Hydrostatischen Fahrantrieb verfügte. Als Motor kam ein Fünfzylinder F5 L912 von Deutz zum Einsatz, der 80 PS leistet.
1978 folgte der Intrac 2004, der anstelle der bisherigen Deutz-Kabine eine seitlich kippbare Sekura-Kabine erhielt. Ab 1984 erreichte dieser auf Wunsch auch eine Höchstgeschwindigkeit von 40 km/h.
| Modell      | Bauzeit   | Motor         | Leistung in kW (PS) | Stückzahl |
| ----------- | --------- | ------------- | ------------------- | --------- |
| INTRAC 2002 | 1972–1974 | Deutz F3L912  | 38 (51)             | 1.159     |
| INTRAC 2003 | 1974–1979 | Deutz F4L912  | 44 (60)             | 2.301     |
| INTRAC 2004 | 1978–1989 | Deutz F4L912  | 51 (70)             |           |
| INTRAC 2005 | 1972      | Deutz F5L912  | 59 (80)             | 5         |
| INTRAC 2006 | 1975      | Deutz F6L913H | 85 (116)            | 10        |

Quelle:

## Deutz-Fahr IN-trac

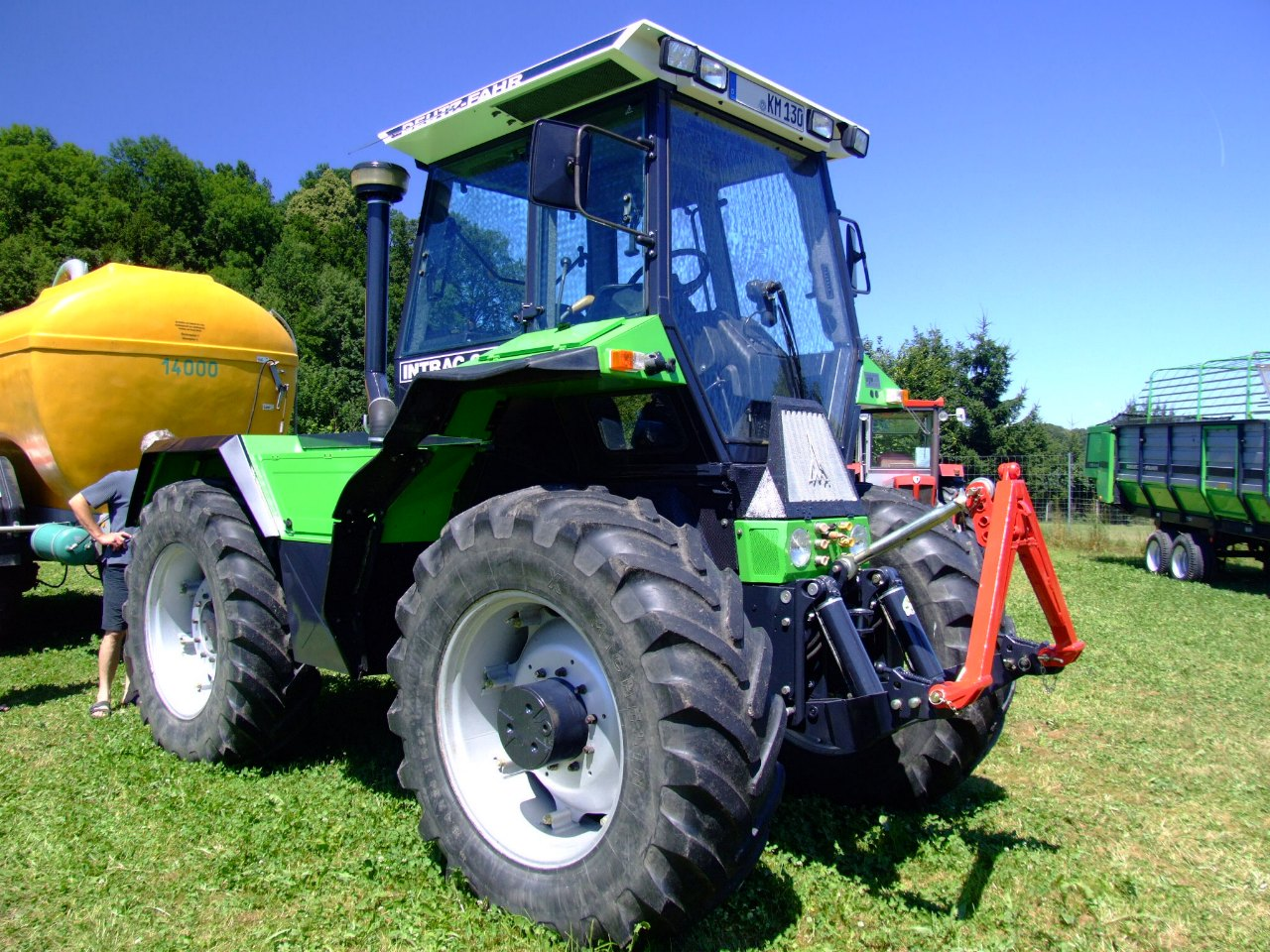
Deutz-Fahr Intrac 6.60

1985 präsentierte Deutz-Fahr auf der Agritechnica in Frankfurt zunächst als Studie ein neues Intrac-Fahrzeug, das auf den Baugruppe der Sechszylindermodelle der DX-Baureihe basierte. 1987 wurde die Entwicklung des neuen IN-trac in ein Gemeinschaftsunternehmen mit Daimler-Benz eingebracht. Die Trac-Technik-Entwicklungsgesellschaft (TTE) hatte die Aufgabe einen gemeinsamen IN-Trac- und MB-trac-Nachfolger zu entwickeln. Im Zuge der Zusammenarbeit passte man den Namen INTRAC an den MB-trac zu IN-trac an. Wegen zu hoher Kosten entschied die TTE 1990 die Entwicklung eines Nachfolgers einzustellen. Die Produktion des IN-trac lief 1990, die des MB-trac 1991 aus.
| Modell             | Bauzeit   | Motor          | Leistung in kW (PS) | Stückzahl |
| ------------------ | --------- | -------------- | ------------------- | --------- |
| IN-trac 6.05       | 1988–1990 | Deutz F6L912   | 72 (98)             | 5         |
| IN-trac 6.30       | 1988–1990 | Deutz F6L913   | 85 (115)            |           |
| IN-trac 6.30 Turbo | 1988–1990 | Deutz BF6L913T | 93 (126)            |           |
| IN-trac 6.60 Turbo | 1988–1990 | Deutz BF6L913  | 110 (150)           | 67        |

## Peter-Intrac 2011

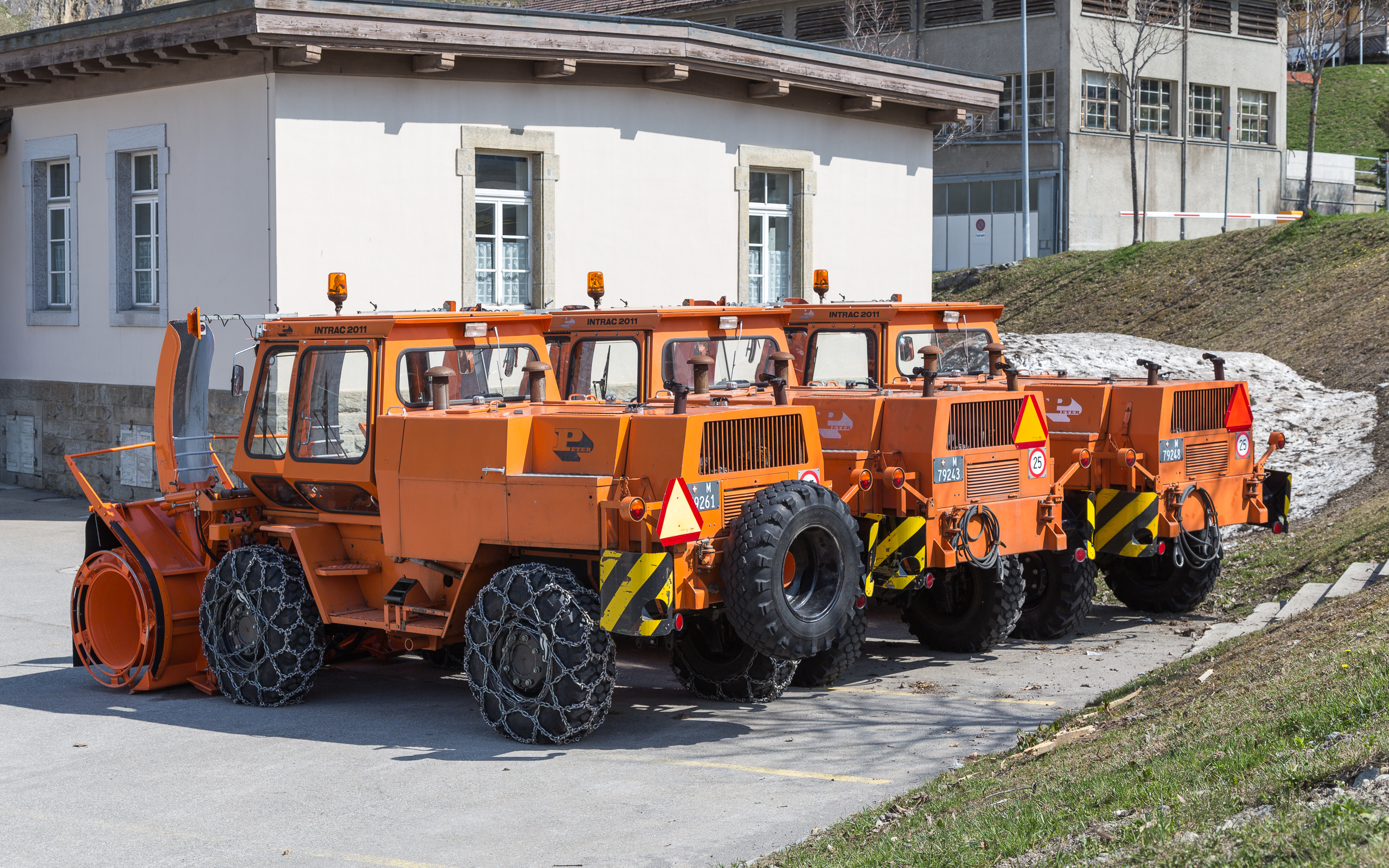
Peter-INTRAC 2011 Schneefräsen der Schweizer Armee in Andermatt

Der Peter-Intrac 2011 R/K wurde vom Schweizer Unternehmen Peter gebaut; Chassis und Kabine wurden unter Lizenz von Deutz gebaut. Die Maschine (256 PS Deutz-Motor) war eine Schneefräse mit hydrostatischer Transmission. Der Peter Intrac war mit Rad- oder Kettenantrieb erhältlich.

## Trivia
Ende der 1960er Jahre  wurde bei der Daimler-Benz AG mit der Entwicklung des MB-trac begonnen. Dieser war auch ein Systemschlepper und später der direkte Konkurrent des Intrac. 1971, als man bei Daimler-Benz noch nichts vom Intrac wusste, wurde die Entwicklung jedoch eingestellt. Erst durch Bekanntwerden, dass Deutz plante auf der DLG-Ausstellung 1972 den Intrac vorzustellen, wurde in kürzester Zeit das Projekt wiederbelebt und auch der MB-trac erlebte auf dieser Ausstellung seine Markteinführung. Grund hierfür war die zu diesem Zeitpunkt starke Konkurrenz der beiden Firmen und Differenzen zwischen den jeweiligen Vorständen. Ohne Intrac hätte es möglicherweise auch nie einen MB-trac gegeben.